# Tren de Cercanías de la Sabana de Bogotá
El Tren de Cercanías de la Sabana de Bogotá, también llamado RegioTram será un medio de transporte masivo de pasajeros el cual se espera sea el medio de conexión de los municipios que integran la Sabana de Bogotá. Se espera construir esta infraestructura aprovechando los corredores del antiguo Ferrocarril de la Sabana, de forma paralela a los antiguos rieles (usados para el turismo), recuperando y aprovechando la infraestructura ya construida, incluyendo algunas estaciones consideradas bienes de interés cultural. 
En la actualidad, se encuentra en construcción el corredor hacia el occidente (RegioTram de occidente), que irá desde la calle 26 con Avenida Caracas hasta el municipio de Facatativá, y se firmaron los estudios de factibilidad del corredor norte, que iría desde la Calle 26 con carrera 66 en Bogotá hasta el municipio de Zipaquirá. En total, se prevé una distancia cubierta de más de 90 km.

## Red
| Corredor                                        | Trayecto                                             | Inauguración | Longitud | Estaciones | Notas           |
| RegioTram de Occidente (Cercanías de Occidente) | Estación Central (Calle 26-Av. Caracas) - Facatativá | 2026         | 39,6 km  | 17         | En construcción |
| Cercanías del Norte                             | Calle 26 -- Zipaquirá                                | --           | 48 km    | 20         | En factibilidad |
| Cercanías del Sur                               | Estación de la Sabana - Soacha                       | --           | --       | --         | En proyecto     |

## RegioTram de Occidente
Será la primera línea del sistema. Comprendida entre Bogotá y Facatativá, recorrerá 39.6 km en doble vía, en dirección oriente-occidente. El proyecto es un sistema ferroviario que en las zonas urbanas funcionará como tren ligero, con un máximo de 60 kilómetros por hora, y en las zonas interurbanas funcionará como tren de cercanías alcanzando los 100 kilómetros por hora.
La propuesta se ha realizado bajo la forma de una Asociación Público Privada (APP), mediante la cual una empresa o consorcio privado hace una propuesta a partir de unos estudios previos de viabilidad (prefactibilidad) respecto a un proyecto de infraestructura, para su posterior puesta en marcha y explotación.

### Características
Tendrá estaciones ubicadas desde los 500 metros de distancia en los tramos urbanos, hasta 9 kilómetros en los interurbanos. Contará con un sistema de barreras de acceso (torniquetes) de alta seguridad, con puertas automáticas en las plataformas. Será controlado por un puesto central de mando ubicado en Bogotá, dos cocheras y un taller para el mantenimiento de trenes.
El proyecto tendrá 39,6 km de extensión y 17 estaciones. Empezará en Facatativá, en un terreno con ligeras pendientes. Seguirá por la zona plana de la sabana, discurriendo por los municipios de Madrid, Mosquera y Funza. Entrará a Bogotá por la Avenida Ferrocarril de Occidente (Calle 22) con carrera 140 en la localidad de Fontibón, cerca a la base área CATAM, atravesando las localidades de Teusaquillo, Puente Aranda y Mártires hasta la carrera 17, donde girará hacia el norte llegando a la Calle 26 con Av. Caracas. Se estima que permitirá movilizar 44 millones de personas al año, que tendrán conexión con el Metro de Bogotá. De hecho, se tiene contabilizado que en esa primera fase serán 130.000 personas movilizadas por día. Funcionará con 18 trenes, cada uno con dos vagones de 50 m.

### Historia
La adjudicación se hizo el 23 de diciembre de 2019 a la compañía China Civil Engineering Construction Corporation (CCECC). El contrato de este proyecto se firmó el 8 de enero de 2020, posteriormente inició la compra de predios, pre-construcción, traslado de redes, licenciamientos y revisión de topografías. En junio de 2022 inició la construcción en lo que será el patio taller, ubicado en el sector de El Salitre, en predios de la de la Agencia Nacional de Infraestructura.

## RegioTram del Norte
Se estudia que sea la segunda línea del sistema. Comprendida entre Bogotá y Zipaquirá, recorrería 48 km en doble vía, en dirección norte-sur. En agosto de 2019 se anunciaron los estudios de factibilidad para el Regiotram del Norte, estudios que serían financiados por el Fondo de Prosperidad (Prosperity Fund) del Reino Unido y la Gobernación de Cundinamarca, apoyados por un convenio con Findeter. En abril de 2020 se firmaron los estudios de factibilidad y estructuración legal y financiera del proyecto.
El proyecto tendría cerca de 40 km de extensión. Empezaría en Zipaquirá, en un terreno plano. Seguiría por los municipios de Cajicá y Chía. Entraría a Bogotá por la Av. Ferrocarril del Norte (AK 9) con calle 250 en la localidad de Usaquén, tomaría la Diagonal 92 y la Av. NQS atravesando la localidad de Barrios Unidos, seguiría por un corredor propio cruzando Teusaquillo, donde llegaría hasta la Calle 26 con carrera 66. Adicionalmente, desde la gobernación de Cundinamarca se busca adicionar un ramal entre La Caro y Gachancipá.
El proyecto es un sistema ferroviario que en las zonas urbanas funcionará como metro ligero y en las zonas suburbanas funcionará como tren de cercanías.

## RegioTram del Sur
Se proyecta que sea la tercera línea del sistema. Comprendida entre Bogotá y Soacha, en dirección norte-sur.
Empezaría en la bifurcación de la línea occidental antes de la Av. Américas en Puente Aranda. Seguiría por la Av. Ferrocarril del sur (Av. Transversal 53) pasando por la localidad de Kennedy hasta la glorieta de la Autopista Sur con Av. Villavicencio. Discurriría por la Autopista Sur junto con el Transmilenio hasta la localidad de Bosa, desde donde continuaría hasta el vecino municipio de Soacha.

## Estaciones

### Regiotram de Occidente
| Nombre                             | Localidad/Municipio | Tipo    | Dirección                      | Conexión                                           |
| ---------------------------------- | ------------------- | ------- | ------------------------------ | -------------------------------------------------- |
| Estación Central                   | Los Mártires        | A nivel | Av. Caracas con Av. Eldorado   | Troncal Avenida ElDorado · Troncal Avenida Caracas |
| Estación 2 (NQS)                   | Los Mártires        | Elevada | Cll. 22 con Av. NQS            | Troncal NQS Central                                |
| Estación 3 (Carrera 40)            | Teusaquillo         | A nivel | Cll. 22 con Kr. 40             |                                                    |
| Estación 4 (Carrera 50)            | Teusaquillo         | A nivel | Cll. 22 con Kr. 50             |                                                    |
| Estación 5 (Avenida 68)            | Fontibón            | Elevada | Cll. 22 con Av. 68             | Norte                                              |
| Estación 6 (Av. Boyacá)            | Fontibón            | Elevada | Cll. 22 con Av. Boyacá         |                                                    |
| Estación 7 (Av. Cali)              | Fontibón            | A nivel | Cll. 22 con Av. Ciudad de Cali |                                                    |
| Estación 8 (Carrera 100/ Fontibón) | Fontibón            | A nivel | Cll. 22 con Kr. 100            |                                                    |
| Estación 9 (CATAM)                 | Fontibón            | A nivel | Cll. 22 con Kr. 116            |                                                    |
| Estación 10 (La Ramada)            | Funza               | A nivel | K16+100 – K16+240              |                                                    |
| Estación 11 (cll 15)               | Funza               | A nivel | K18+000 – K18+140              |                                                    |
| Estación 12 (Kr 5 Este / devisab)  | Mosquera            | Elevada | K20+820 – K20+960              |                                                    |
| Estación 13 (Mosquera)             | Mosquera            | A nivel | K21+675 – K21+815              |                                                    |
| Estación 14 (Madrid oriente)       | Madrid              | A nivel | K24+770 – K24+910              |                                                    |
| Estación 15 (Madrid)               | Madrid              | A nivel | K26+340 – K26+480              |                                                    |
| Estación 16 (Taller El Corzo)      | Facatativá          | A nivel | K35+800 – K35+940              |                                                    |
| Estación 17 (Facatativá)           | Facatativá          | A nivel | K39+500 – K39+660              |                                                    |